# Julius Rufinianus
Julius Rufinianus (IV wiek) – rzymski retor, autor podręcznika retoryki De figuris sententiarum et elocutionis. Podręcznik ten obejmował terminologię grecką i rzymską, dla której przytoczono przykłady z utworów poetyckich i prozatorskich.